# Saint-Lyphard
Saint-Lyphard é uma comuna francesa na região administrativa da Pays de la Loire, no departamento de Loire-Atlantique. Estende-se por uma área de 24,63 km². Em 2010 a comuna tinha 4 861 habitantes (densidade: 197,4 hab./km²).